# 鼓楼西街街道
鼓楼西街街道，是中华人民共和国山西省临汾市尧都区下辖的一个乡镇级行政单位。

## 行政区划
鼓楼西街街道下辖以下地区：
钟楼社区、学府社区、仓颉社区、西关社区和鼓楼社区。